# Lemi Berhanu Hayle
Lemi Berhanu Hayle (13 september 1994) is een Ethiopische langeafstandsloper, die is gespecialiseerd in de marathon. Hij won diverse grote marathons.

## Loopbaan
Berhanu Hayle won in 2014 de marathon van Zurich in 2:10.40 en in 2015 de marathon van Dubai in 2:05.28. Bij de wereldkampioenschappen van 2015 in Peking moest hij genoegen nemen met een vijftiende plaats. In januari 2016 verbeterde hij in Dubai zijn persoonlijk record tot 2:04.33 en drong hiermee door tot de groep snelste marathonlopers ter wereld. Later dat jaar won hij de Boston Marathon in 2:12.45.
Op de Olympische Spelen van 2016 in Rio de Janeiro werd hij dertiende op de marathon, 28 seconden achter Nederlander Abdi Nageeye, die hem laat in de race inhaalde.

## Persoonlijke records
| Onderdeel      | Prestatie | Datum           | Plaats   |
| -------------- | --------- | --------------- | -------- |
| 10 km          | 28.06     | 18 oktober 2015 | Valencia |
| halve marathon | 1:01.37   | 18 oktober 2015 | Valencia |
| marathon       | 2:04.33   | 22 januari 2016 | Dubai    |

## Palmares

### marathon
- 2014:  marathon van Zürich - 2:10.40
- 2014:  marathon van Taiyuan - 2:13.10
- 2015:  marathon van Dubai - 2:05.28
- 2015:  marathon van Warschau - 2:07.57
- 2015: 15e WK in Peking - 2:17.37
- 2016:  marathon van Dubai - 2:04.33
- 2016:  Boston Marathon - 2:12.45
- 2016: 13e OS - 2:13.29
- 2017:  marathon van Xiamen - 2:08.27
- 2017: 4e New York City Marathon - 2:11.52
- 2018:  Hengshui Lake Marathon - 2:08.51
- 2019:  Toronto Waterfront Marathon - 2:05.09
- 2023: 5e marathon van Amsterdam - 2:05.48
- 2024:  Marathon van Mumbai - 2:07.50
- 2025:  Marathon van Praag - 2:05.14